# Coprimorphus scrutator
Coprimorphus scrutator (auch Suchender Dungkäfer) ist ein Käfer aus der Unterfamilie der Dungkäfer (Aphodiinae). Im Standardwerk Freude-Harde-Lohse wird Coprimorphus erst im Ergänzungsband genannt und dann als Untergattung von Aphodius geführt. Diese Gattung zählt allein für Mitteleuropa über 80 Arten, die jedoch nach neueren Erkenntnissen auf verschiedene Gattungen verteilt werden. Die Arten sind leicht zu verwechseln, insbesondere da es viele Farbvarianten gibt. Auch unausgefärbte Exemplare erschweren eine Bestimmung nach Bildergalerien erheblich.
Die Art wurde von Herbst 1798 unter dem Namen Scarabaeus scrutator erstmals beschrieben. Dabei bedeutet lat. scrutator Durchforscher, Nachforscher. Herbst vermerkt dazu: Ich habe lange angestanden, ob ich diesen Scrutator für eine eigene Spezies oder für den Fimentarius halten sollte, dem er in allen Stücken so sehr ähnlich ist. Aber seine Größe, da er mehr als noch einmal so groß wie der Fimentarius ist, macht es mir doch wahrscheinlicher, dass er eine eigene Art sei. Die Gattung Scarabaeus wurde, erstmals durch Fabricius, mehrmals aufgespalten. Die Art wurde der Gattung Aphodius zugeordnet und dort in die Untergattung Coprimorphus gestellt. Coprimorphus bedeutet „der Gattung Copris ähnlich“. Die Untergattung wurde zur Gattung erhoben, die nur durch  Coprimorphus scrutator vertreten ist.

## Merkmale
Die Käfer sind mit einer Körperlänge von 10 bis 15 Millimetern größer als die meisten Dungkäfer. Der Kopf ist völlig, der Halsschild überwiegend schwarz, die Deckflügel, der Bauch und die Beine sind rot oder rotbraun gefärbt. Der Kopf ist nur schwach gewölbt und nach vorne nur wenig geneigt. Er trägt eine Reihe von drei unterschiedlich stark ausgebildeter Höckerchen. Die runden Wangen überragen die Augen. Der gut entwickelte Kopfschild ist vorne abgestutzt und etwas ausgerandet, seine Vorderecken sind breit abgerundet (Abb. 1). Er verdeckt Oberlippe (Labrum) und Oberkiefer (Mandibeln) völlig. Die Mundwerkzeuge sind klein und nur schwach ausgebildet. Sie sind zur Aufnahme harter Nahrung ungeeignet. Die Fühler sind neungliedrig und enden mit einer dreigliedrigen Keule, welche durch die sehr feine Behaarung matt erscheint. Das erste Fühlerglied ist länger als die folgenden.
| Bilder von Coprimorphus scrutator |                                                     |
|                                   |                                                     |
| Abb. 1: Kopfschild                | Abb. 4: Ausschnitt Halsschild, doppelte Punktierung |
|                                   |                                                     |
| Abb. 2: Unterseite                |                                                     |
|                                   |                                                     |
| Abb. 3: Hintertarse               | Abb. 5: Vorderansicht                               |
|                                   |                                                     |
| Abb. 6: verschiedene Ansichten    |                                                     |

Der Halsschild (Abb. 5) ist ohne Längsfurche. Die Halsschildbasis ist nicht bewimpert, aber wie die Halsschildseiten deutlich abgesetzt gerandet. Der Halsschild ist doppelt punktiert; außer den groben Eindrücken finden sich noch sehr feine Einstiche (Abb. 4). Auf der Scheibe ist die grobe Punktierung spärlich. Beim Männchen ist der Halsschild hinter dem Vorderrand rundlich eingedrückt. Der Halsschild ist schwarz, seine Vorderecken sind nicht rot, aber rötlich aufgehellt (in Abb. 5 deutlich erkennbar). Die rötliche Färbung kann sich aber auch über die gesamte Seite des Halsschilds erstrecken.
Das zwischen dem Flügeldeckenansatz sitzende Schildchen (Scutellum) ist drei- und nicht fünfeckig. Es ist stark zugespitzt, glänzend und auffallend lang. Es liegt tiefer als die Basis der Flügeldecken, welche das Körperende bedecken. Die Flügeldeckenbasis ist nach unten gewölbt. Die Flügeldecken sind oben abgeflacht. Sie besitzen 10 kräftige Punktstreifen, wobei die seitlichen Streifen die Schulter nicht erreichen. Die zwischen den Streifen liegenden Intervalle sind gewölbt und fein punktiert.
Die Unterseite der Tiere ist behaart. Am Hinterleib sind sechs Sternite sichtbar (Abb. 2). Die abdominalen Stigmen liegen in der Membran zwischen Tergit und Sternit. Die Beine sind kräftig, die Vorderbeine sind als Grabbeine ausgebildet. Die Vorderschienen tragen am Außenrand drei Zähne. Die Hinterschienen sind mit zwei Querleisten versehen, die Hinterschienenspitzen besitzt zwei schlanke, zugespitzte Enddorne und sind mit gleich langen kurzen Borsten gerandet. Die Tarsen sind fünfgliedrig, das erste Tarsenglied der Hinterbeine ist viel länger als der obere Enddorn der Hinterschienen und so lang, wie die folgenden Tarsenglieder zusammen (Abb. 3).

## Lebensweise
Die Weibchen der wärmeliebenden Art legen ihre Eier überwiegend in Kuhdung ab, weswegen die Art als stenök eingestuft wird. Die Käfer graben nicht wie die Mistkäfer einen Gang in den Boden, in den sie Dung als Nahrung für die Larven einbringen, sondern es beschränkt sich die Sorge für die Nachkommen auf die Auswahl eines geeigneten Substrates.

## Verbreitung
Die Art ist im Mittelmeergebiet und in Osteuropa verbreitet (pontisch-mediterran). Die nördliche Verbreitungsgrenze in Mitteleuropa lag lange Zeit in Süd-Bayern, dort war der Käfer sehr selten und wurde als „stark gefährdet“ eingestuft. Mittlerweile findet man die Art nördlich bis Ostwestfalen und Nord-Hessen, dort ist die Art nicht selten. Man findet die wärmeliebenden Käfer von Juni bis September.